# Ringgau
Ringgau é um município da Alemanha, situado no distrito de Werra-Meißner, no estado de Hesse. Tem 66,81 km² de área, e sua população em 2019 foi estimada em 2.871 habitantes.